# Gracilibacter
Gracilibacter è un genere di batterio appartenente alla famiglia delle Clostridiaceae.